# Aradi vértanúk

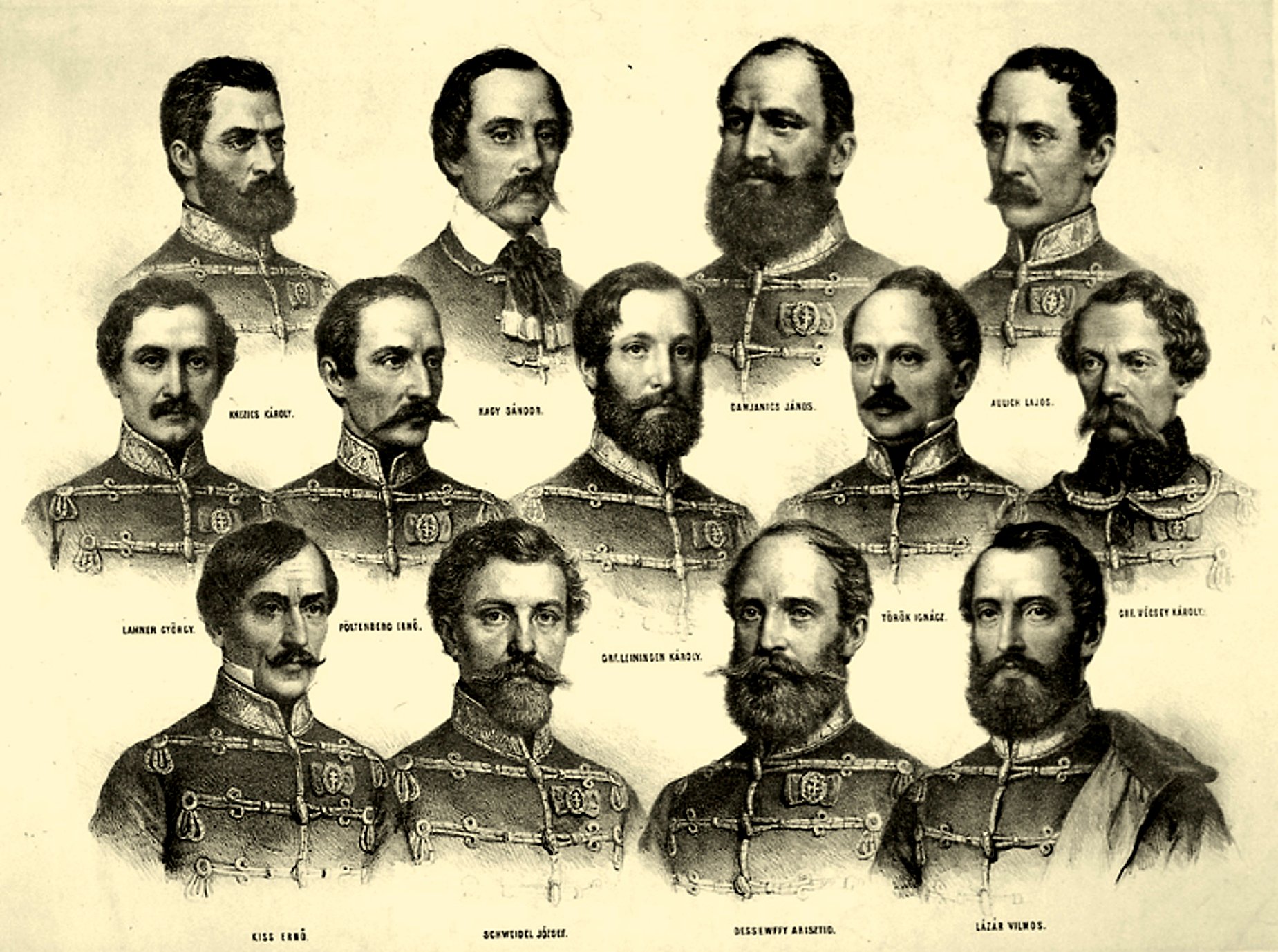
A tizenhárom aradi vértanú arcképe Barabás Miklós litográfiáján:
Knezić Károly, Nagysándor József, Damjanich János, Aulich Lajos, Lahner György, Poeltenberg Ernő, Leiningen-Westerburg Károly, Török Ignác, Vécsey Károly, Kiss Ernő, Schweidel József, Dessewffy Arisztid, Lázár Vilmos

Az aradi vértanúk az a tizenhárom magyar honvédtiszt (12 tábornok és 1 ezredes), akiket az 1848–49-es forradalom és szabadságharc leverése után, az abban játszott szerepük miatt Aradon kivégeztek. Bár ezen honvédtisztek száma tizenhat, a nemzeti emlékezet mégis elsősorban az 1849. október 6-án kivégzett tizenhárom honvédtisztet nevezi így, gyakran használva a tizenhárom aradi vértanú, illetve az aradi tizenhármak elnevezést is.
Mindegyikük eleve aktív vagy az osztrák Császári-Királyi Hadseregből kilépett katonatiszt volt, a szabadságharc végén a magyar honvédseregben egyikük altábornagyi, tizenegyen vezérőrnagyi és egyikük ezredesi rendfokozatot viselt. Lázár Vilmos ezredest azért sorolták a tábornokokhoz, mert a szabadságharc végén önálló seregtestet irányított. A győztesek ellenben egyikük tábornoki rendfokozatát sem ismerték el hivatalosan. A vértanúk között Kiss Ernő honvéd altábornagy volt a rangidős, aki korábban k.k. (császári-királyi) ezredes volt, a többiek a közös hadseregben ennél alacsonyabb tiszti rendfokozatot viseltek.
Ugyanezen a napon végezték ki Pesten az első felelős magyar miniszterelnököt, Batthyány Lajost.
Az 1890. október 6-i aradi megemlékező ünnepségre a turini száműzetésében fonográfhengerre is rögzítették Kossuth Lajos ünnepi beszédét, a hengert elvittek Aradra is, és ekkor hallották először az emigrációban élő Kossuth hangját az aradi megemlékezők: „…nem borúlhatok le a magyar Golgota porába…”.

## A tábornokok
| #   | Portré                                         | Tábornok (életterminus)                                                                             | Rang        | Nemzetiség    | Tisztség                               | Hivatali idő                     | Kivégzés               |
| --- | ---------------------------------------------- | --------------------------------------------------------------------------------------------------- | ----------- | ------------- | -------------------------------------- | -------------------------------- | ---------------------- |
| 1.  |                                                | Aulich Lajos (1793–1849)                                                                            | vezérőrnagy | magyar        | A Magyar Királyság hadügyminisztere    | 1849. július 14. – augusztus 11. | Kötél által (akasztás) |
| 1.  | A 2. gyalogezred parancsnoka                   | Aulich Lajos (1793–1849)                                                                            | vezérőrnagy | magyar        | 1848 július – 1849 február             |                                  | Kötél által (akasztás) |
| 1.  | A II. hadtest parancsnoka                      | Aulich Lajos (1793–1849)                                                                            | vezérőrnagy | magyar        | 1849 február – május 22.               |                                  | Kötél által (akasztás) |
| 2.  |                                                | Damjanich János Jovan Damjanić (1804–1849)                                                          | vezérőrnagy | szerb         | A Magyar Királyság hadügyminisztere    | 1849. április 28. – május 7.     | Kötél által (akasztás) |
| 2.  | A III. Bánsági hadtest parancsnoka             | Damjanich János Jovan Damjanić (1804–1849)                                                          | vezérőrnagy | szerb         | 1849. január 9. – április 28.          |                                  | Kötél által (akasztás) |
| 2.  | Az aradi vár parancsnoka                       | Damjanich János Jovan Damjanić (1804–1849)                                                          | vezérőrnagy | szerb         | 1849. július 27. – augusztus 17.       |                                  | Kötél által (akasztás) |
| 3.  |                                                | cserneki és tarkői Dessewffy Arisztid (1802–1849)                                                   | vezérőrnagy | magyar        | A IX. hadtest parancsnoka              | 1849. június 2. – augusztus 16.  | golyó által (lőtt seb) |
| 3.  | Magyar főerők lovassági főparancsnoka          | cserneki és tarkői Dessewffy Arisztid (1802–1849)                                                   | vezérőrnagy | magyar        | 1849 július – augusztus                |                                  | golyó által (lőtt seb) |
| 4.  |                                                | eleméri és ittebei Kiss Ernő Kisi Ázád (1799–1849)                                                  | altábornagy | örmény–magyar | A bánsági hadtest parancsnoka          | 1848 október – 1849 január       | golyó által (lőtt seb) |
| 4.  | Az Országos Főhadparancsnokság vezetője        | eleméri és ittebei Kiss Ernő Kisi Ázád (1799–1849)                                                  | altábornagy | örmény–magyar | 1849 március – augusztus               |                                  | golyó által (lőtt seb) |
| 5.  |                                                | Knezić Károly Karlo Knezić (1808–1849)                                                              | vezérőrnagy | horvát        | A III. hadtest parancsoka              | 1849. április 28. – június 20.   | Kötél által (akasztás) |
| 5.  | A felső-tiszai hadtest parancsnoka             | Knezić Károly Karlo Knezić (1808–1849)                                                              | vezérőrnagy | horvát        | 1849. június 20. – ?                   |                                  | Kötél által (akasztás) |
| 6.  |                                                | Lahner György Georg Lahner (1795–1849)                                                              | vezérőrnagy | német         | A harmadik honvédzászlóalj parancsnoka | 1848 szeptember                  | Kötél által (akasztás) |
| 6.  | A hadfelszerelés és fegyverkezés főfelügyelője | Lahner György Georg Lahner (1795–1849)                                                              | vezérőrnagy | német         | 1848 szeptember – 1849 augusztus       |                                  | Kötél által (akasztás) |
| 7.  |                                                | szkárosi Lázár Vilmos (1815–1849)                                                                   | ezredes     | magyar        | A IX. hadtest parancsnoka              | 1849 augusztus                   | golyó által (lőtt seb) |
| 8.  |                                                | altleiningeni gróf Leiningen-Westerburg Károly Karl August Graf zu Leiningen-Westerburg (1819–1849) | vezérőrnagy | osztrák       |                                        |                                  | Kötél által (akasztás) |
| 9.  |                                                | Nagysándor József (1804–1849)                                                                       | vezérőrnagy | magyar        | Damjanich János általános helyettese   | 1849. január – május             | Kötél által (akasztás) |
| 10. |                                                | lovag Poeltenberg Ernő Ernst Poelt, Ritter von Poeltenberg (1814–1849)                              | vezérőrnagy | osztrák       | A VII. hadtest parancsnoka             | 1849. április – 1849 augusztus   | Kötél által (akasztás) |
| 11. |                                                | Schweidel József Joseph Schweidel (1796–1849)                                                       | vezérőrnagy | német         | Pest városparancsnoka                  | 1849. május – 1849 augusztus     | golyó által (lőtt seb) |
| 12. |                                                | nemescsói Török Ignác (1795–1849)                                                                   | vezérőrnagy | magyar        | A komáromi vár parancsnoka             | 1849 január – április            | Kötél által (akasztás) |
| 13. |                                                | gróf hernádvécsei és hajnácskői Vécsey Károly (1807–1849)                                           | vezérőrnagy | magyar        | Az V. hadtest parancsnoka              | 1849 április – augusztus         | Kötél által (akasztás) |

## Elítélésük

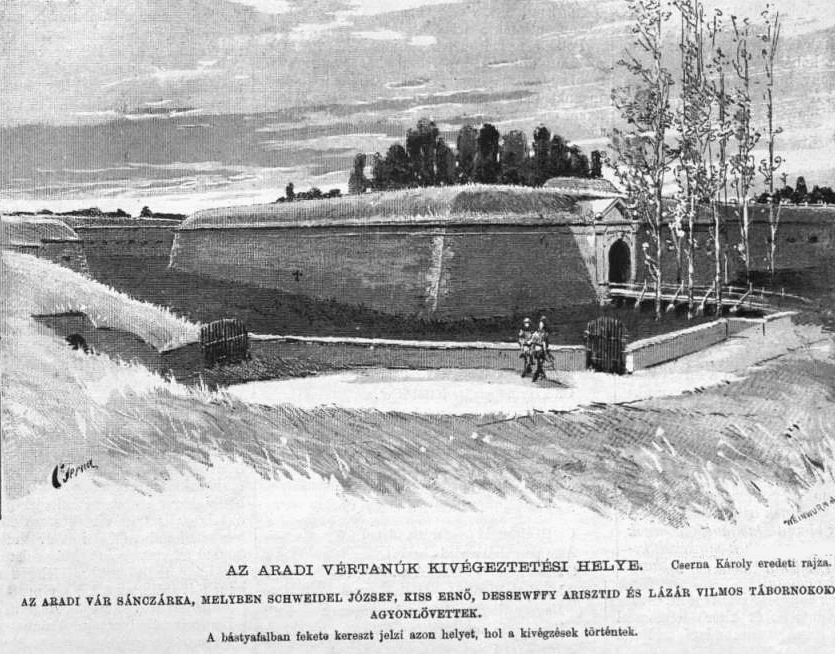
Cserna Károly rajza az aradi vesztőhelyről, a Vasárnapi Ujság illusztrációja, 1890

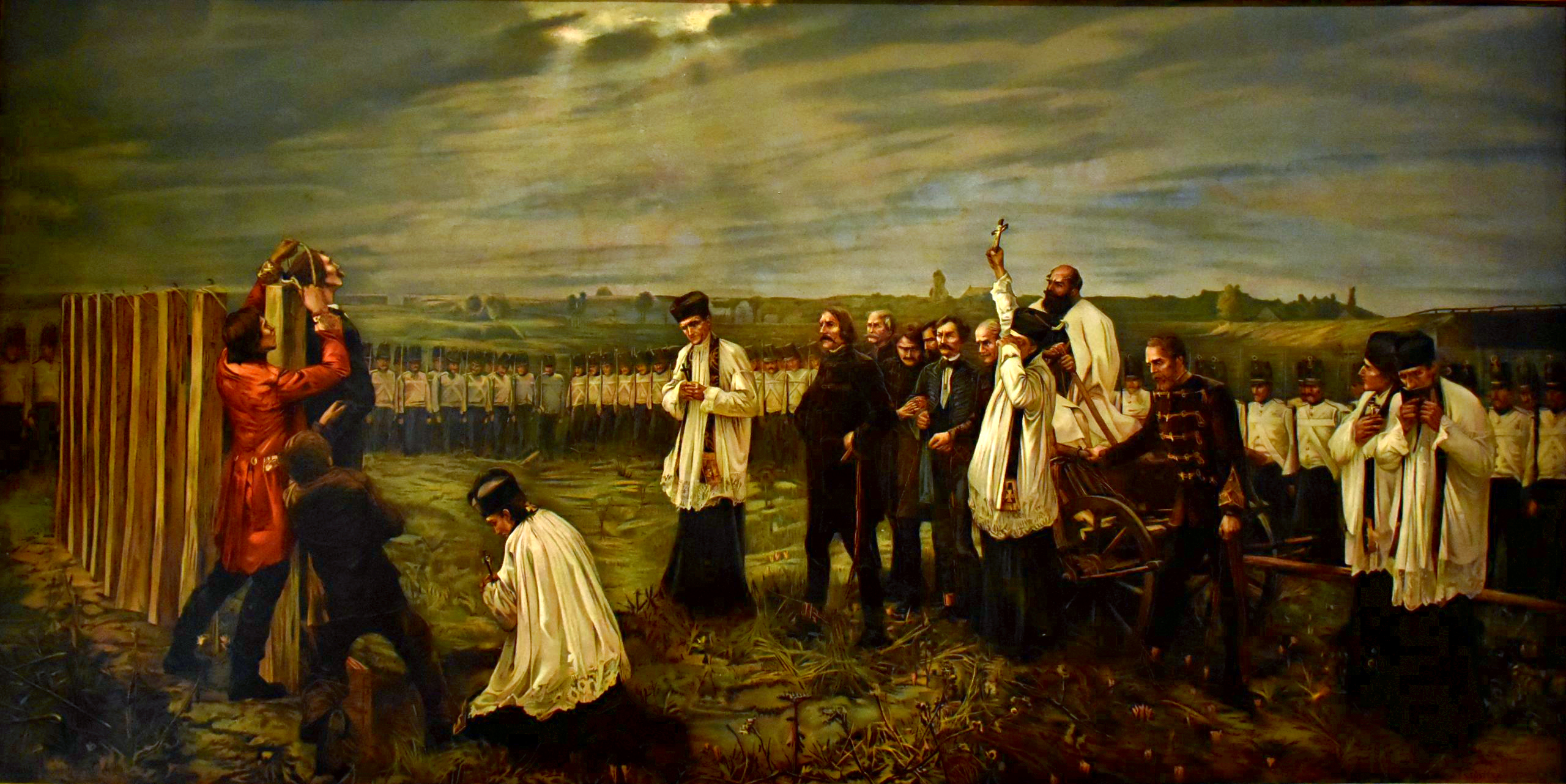
Thorma János: Aradi Vértanúk

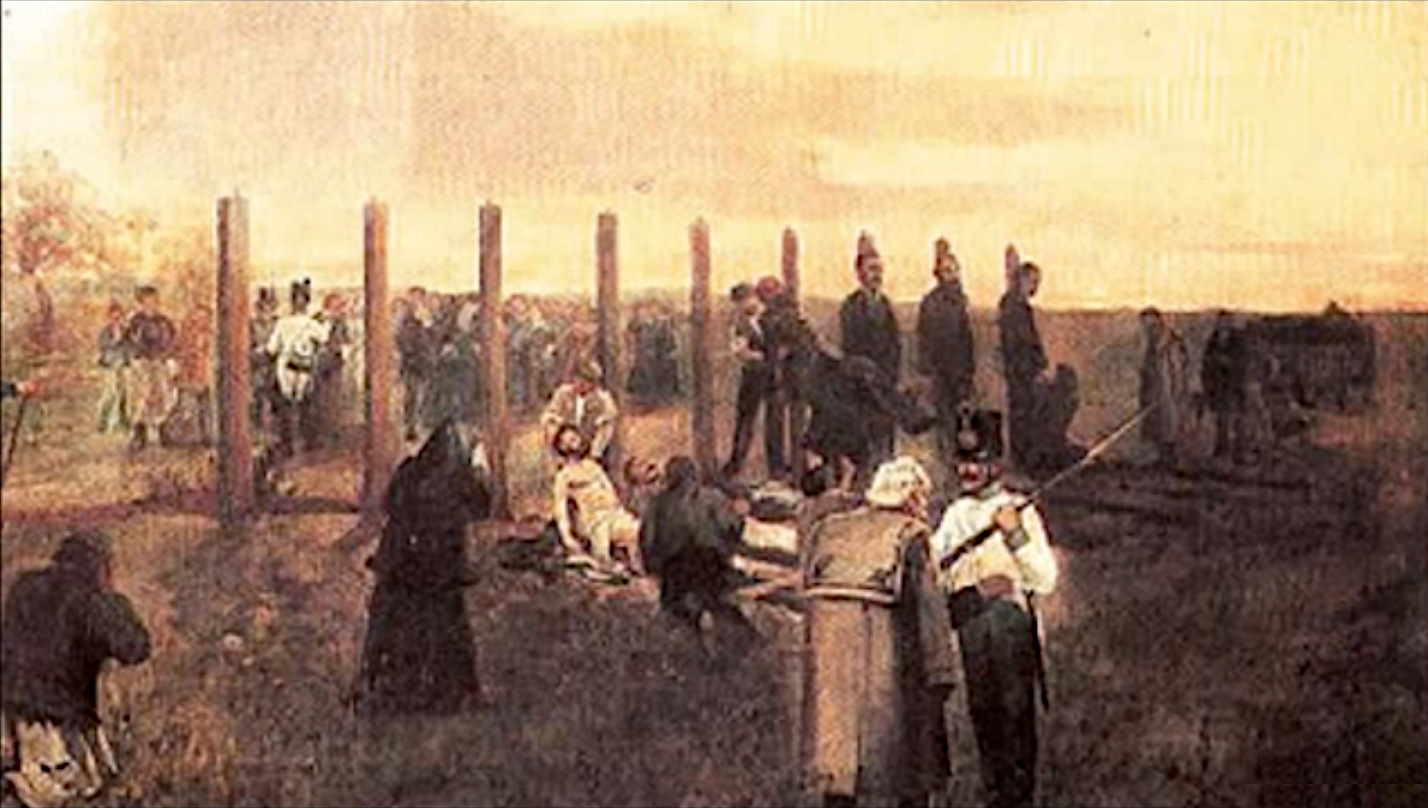
A vértanúk levétele a bitófákról (festmény)

A magyar sereg Világos közelében, a várostól mintegy 15 km-re északra levő csigérszőllősi mezőn tette le a fegyvert az orosz csapatoknak. Görgey Rüdiger lovassági tábornok vezérkari főnökével, Frolov tábornokkal tárgyalta meg a fegyverletétel idejét, módját és egyéb körülményeit, mely szerint annak helye a fenti mezőn legyen, Pankotán túl, a Csiger-patak mentén, pontosan augusztus 13-án, délután 3 órakor. Ez nagy sértés volt a császári oldal számára, hiszen ha nekik adták volna meg magukat a magyarok, annak üzenete az lett volna, hogy az ellenük folytatott szabadságharc elbukott, így azonban az volt az üzenete a fegyverletételnek, hogy a két nagyhatalom fegyveres erőivel szemben nem lehet tovább harcot folytatni. Ivan Fjodorovics Paszkevics orosz fővezér augusztus 16-án Ferenc Józsefhez írt levelében megbocsátásra biztatta az osztrák császárt: „Hangozzanak el felséged trónusának magasából a megbocsátás és feledés szavai.” 1849. augusztus 27-én az osztrák minisztertanács határozata szerint „Báró Haynau táborszernagy dolga lenne, hogy Magyarországon és Erdélyben megjelölje a legvétkesebbeket”. Ez volt az egyik fő oka annak, hogy az osztrákok a tiszteket megillető lőpor és golyó általi halál helyett kötél általi halált írtak elő a magyar tábornokok részére, miután az oroszok – noha ígéretet tettek az ellenkezőjére – foglyaikat némi habozás után átadták nekik. 
…a legnagyobb szigorúság a kompromittáltakkal szemben. Sok fejnek kell lehullania, mint a kiemelkedő mákfejeknek, ha az ember fölöttük ellovagol.
A kegyelem jó dolog, de előbb egy kicsit akasztunk. Nem szabad visszariadnunk egy vérfürdőtől.
Felix zu Schwarzenberg miniszterelnök utasítására, Ferenc József jóváhagyásával hadbíróság elé állították, majd halálra ítélték és kivégezték a 13 magyar hőst.
A legnehezebb kérdés, hogy a törvények teljes szigorával, halálbüntetéssel kell-e sújtani minden vizsgálat alá kerülőt, vagy pedig halálbüntetés helyett másfajta büntetést kelljen-e elszenvedniük a kevésbé vétkeseknek. Erre vonatkozólag általánosságban ki lehetne mondani, hogy a legvétkesebbnek a törvények szerint kell lakolniuk, a kevésbé vétkesek esetében pedig báró Haynau táborszernagyra kell bízni, hogy másfajta büntetést szabjon ki rájuk."

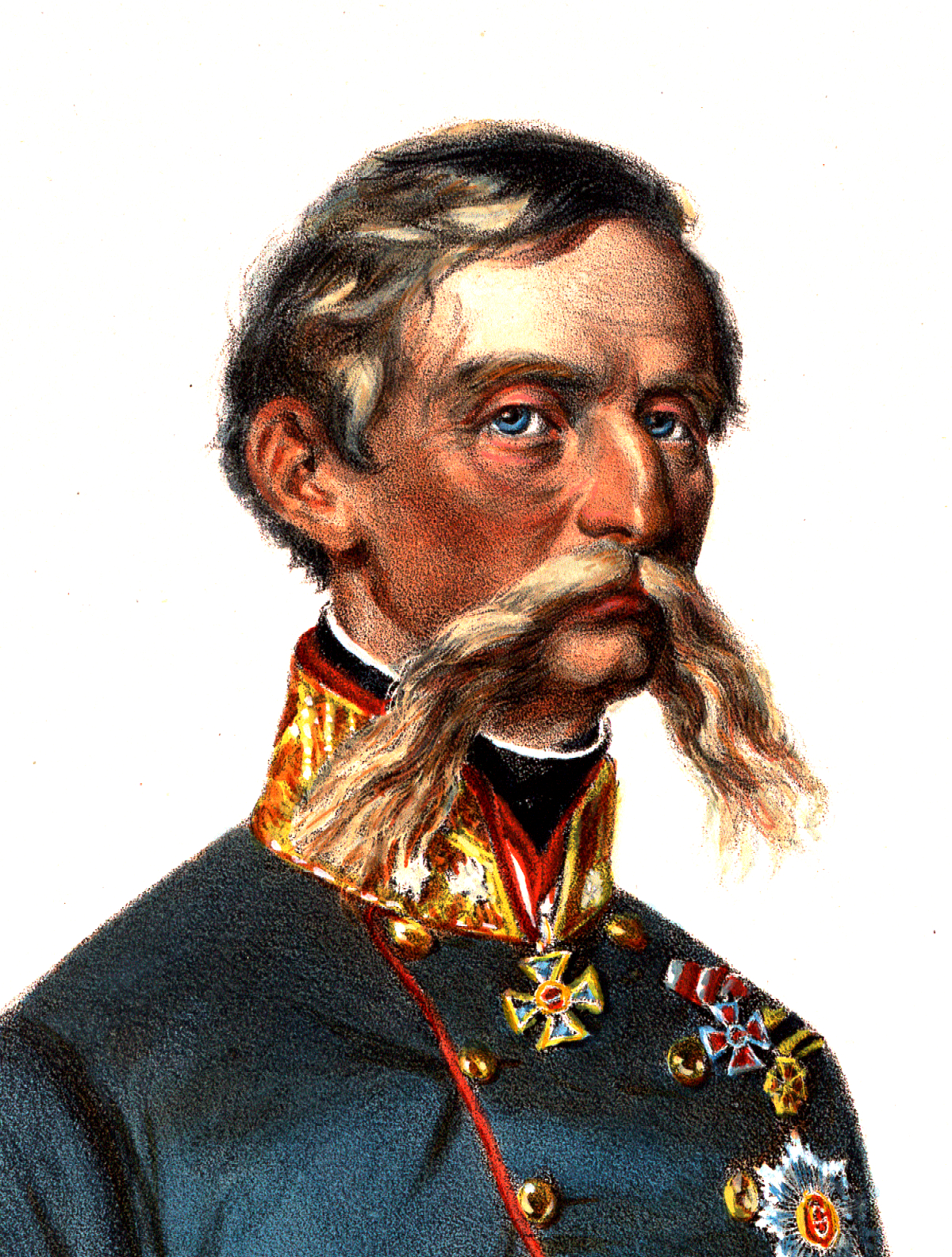
Haynau, akit katonái csak Einhaunak (Bökő) hívtak

A hadbíróságot Karl Ernst törzshadbíró vezette. Az ítéleteket Julius Jacob von Haynauhoz – akit katonái csak Einhaunak (Bökő) hívtak – mint Magyarország teljhatalmú kormányzójához kellett felvinni megerősítésre és aláíratásra. Valamennyi tábornokot kötél általi halálra ítélték, annak ellenére, hogy például Dessewffynek szabad elvonulást ígértek a fegyverletétele előtt. Haynau a hadbíróság felterjesztése alapján négy halálra ítélt büntetését különleges kegyelemből a katonához méltó golyó és lőpor általira változtatta. Kiss Ernő altábornagy azért részesült e kegyelemből, mert a szabadságharc alatt ténylegesen soha nem harcolt császári haderő ellen, Dessewffy Arisztid és Lázár Vilmos azért, mert a császári csapatok előtt tette le a fegyvert, végül Schweidel József azért, mert csak a schwechati csatában harcolt a császári haderő ellen, a továbbiakban adminisztratív beosztásokban szolgált, továbbá mert Pest városparancsnokaként alkalma volt jó szolgálatot tennie a hadifogoly osztrák tiszteknek.
Az aradi kivégzéseket és Gróf Batthyány Lajos pesti kivégzését nem véletlenül időzítették október 6-ára, szándékosan az 1848-as harmadik bécsi forradalom és Theodor Baillet von Latour császári hadügyminiszter meggyilkolásának első évfordulóján hajtották végre, ami ezért a forradalom és szabadságharc vérbefojtásának gyászünnepe.

## Az ítélet
Aulich Lajos, Damjanich János, Dessewffy Arisztid, Knezić Károly, Lahner György, Lázár Vilmos, Leiningen-Westerburg Károly, Lenkey János, Nagysándor József, Poeltenberg Ernő, Schweidel József és Török Ignác perének ítéletét 1849. szeptember 26-án hozták meg. Velük együtt ítélték tíz év várfogságra Gáspár András tábornokot, aki azonban később kegyelmet kapott, és magas kort ért meg. Gáspár később így emlékezett az ítélethirdetésre: „Olyan büszkén fogadták a halálos ítéletet, mintha csupa dicséretet olvastak volna fel előttük. A kihallgatásoknál, amikor még remélték, hogy javítanak sorsukon, talán szelídeknek mutatkozának, de most: mindegyik egyszerre úgy megkeményedett, mint a gránitszikla.”
Kiss Ernő és Vécsey Károly esetében külön perek zajlottak le: mindkettejük perében 1849. szeptember 21-én mondták ki az ítéletet.
Ítélet
melyet a magas császári királyi hadsereg-főparancsnokság parancsára összeállított megesketett teljes haditörvényszék az alább megnevezett vádlott urak, a magyar lázadó hadsereg főnökei ügyében egyhangúlag hozott
1. Aulich Lajos, aki Pozsonyban, Magyarországon született, ötvenhét éves, katolikus vallású, nőtlen, 1812-ben hadapródként lépett be a Sándor császár gyalogezredbe, legutóbb alezredes ugyanebben az ezredben;
2. Török Ignác, aki Gödöllőn, Pest megyében, Magyarországon született, ötvennégy éves, katolikus vallású, nőtlen, alezredes a császári királyi utászkarban, és legutóbb Komárom várának helyi erődítési igazgatója;
3. Lahner György, aki Besztercebányán, Zólyom megyében, Magyarországon született, ötvenhárom éves, katolikus vallású, nős, egy gyermek apja, legutóbb őrnagy és a III. zászlóalj parancsnoka a császári királyi gróf Gyulay Ferenc gyalogezredben;
4. Schweidel József, aki Zomborban, Bács megyében, Magyarországon született, ötvenhárom éves, katolikus vallású, nős, öt gyermek apja, legutóbb őrnagy a 4. Sándor orosz nagyherceg huszárezredben;
5. Poelt von Poeltenberg Ernő, aki Bécsben, Ausztriában született, harmincöt éves, katolikus vallású, nős, három gyermek apja, legutóbb kapitány és századparancsnok a 4. Sándor orosz nagyherceg huszárezredben;
6. Nagysándor József, aki Nagyváradon, Bihar megyében, Magyarországon született, negyvenöt éves, katolikus vallású, nőtlen, kapitány és századparancsnok az 5. huszárezredben, 1847 óta nyugállományban;
7. Knezić Károly, aki Veliki Grđevacon, a varasdszentgyörgyi határőrezred területén született, negyvenegy éves, katolikus vallású, nős, két gyermek apja, legutóbb százados a 34. Porosz herceg sorgyalogezredben;
8. Gróf Leiningen-Westerburg Károly, aki Ilbenstadtban, Hessen nagyhercegségben született, harmincéves, lutheránus vallású, nős, legutóbb százados a 31. gróf Leiningen sorgyalogezredben;
9. Dessewffy Arisztid, aki Csákányban, Abaújvár megyében, Magyarországon született, negyvenhét éves, evangélikus vallású, nős, korábban kapitány és századparancsnok a gróf Radetzky huszárezredben, 1839 óta nyugállományban;
10. Damjanich János, aki Stazán, a 2. báni határőrezred területén született, negyvenöt éves, görög nem egyesült vallású, nős, gyermektelen, legutóbb százados és egy gránátosszázad parancsnoka a 61. Rukawina sorgyalogezredben; végül
11. Lázár Vilmos, aki Nagybecskereken, a Bánságban született, harmincnégy éves, katolikus vallású, nős, három gyermek apja, hadnagyi rangjáról a 34. gyalogezredben 1843-ban tiszti jellegének megtartása nélkül leköszönt.

Mindezek a vádlott urak a velük szemben folytatott hadbírósági vizsgálat során a megállapított tényállást elismerték, hogy ellentétben a császári királyi hadseregbe való belépésükkor tett esküjükkel, illetve Lázár vádlott esetében a szolgálatból való kilépéskor kiállított kötelezvénnyel, hogy törvényes császárának és királyának csapatai ellen harcolni nem fog, a magyar forradalmi hadsereg soraiban szolgáltak […]

## A kivégzések
Török Ignác szívrohamot kapott, mielőtt a hóhér végezhetett volna vele.
Az ítéletek kimondása, a kivégzések mikéntje és sorrendje részletes meggondolások alapján történt. A legtöbb bosszúságot Damjanich okozta a császáriaknak, ezért őt illette volna az utolsó hely, de Haynau személyes bosszúja ezt is felülírta, és így Gróf Vécsey került az utolsó helyre.

### Lőpor és golyó általi halállal (reggel fél hatkor)

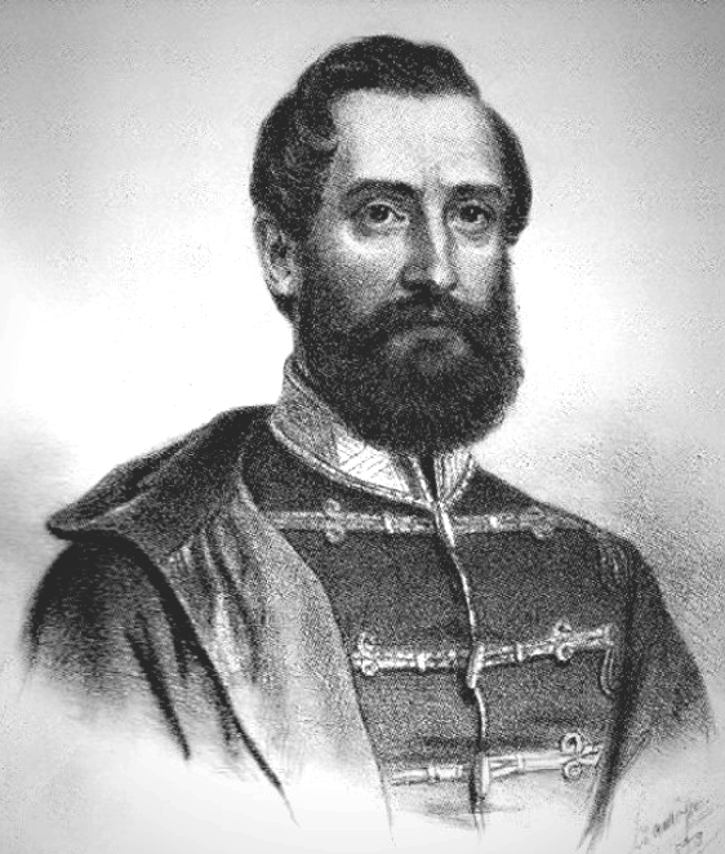
Lázár Vilmos főtiszt (ezredes)
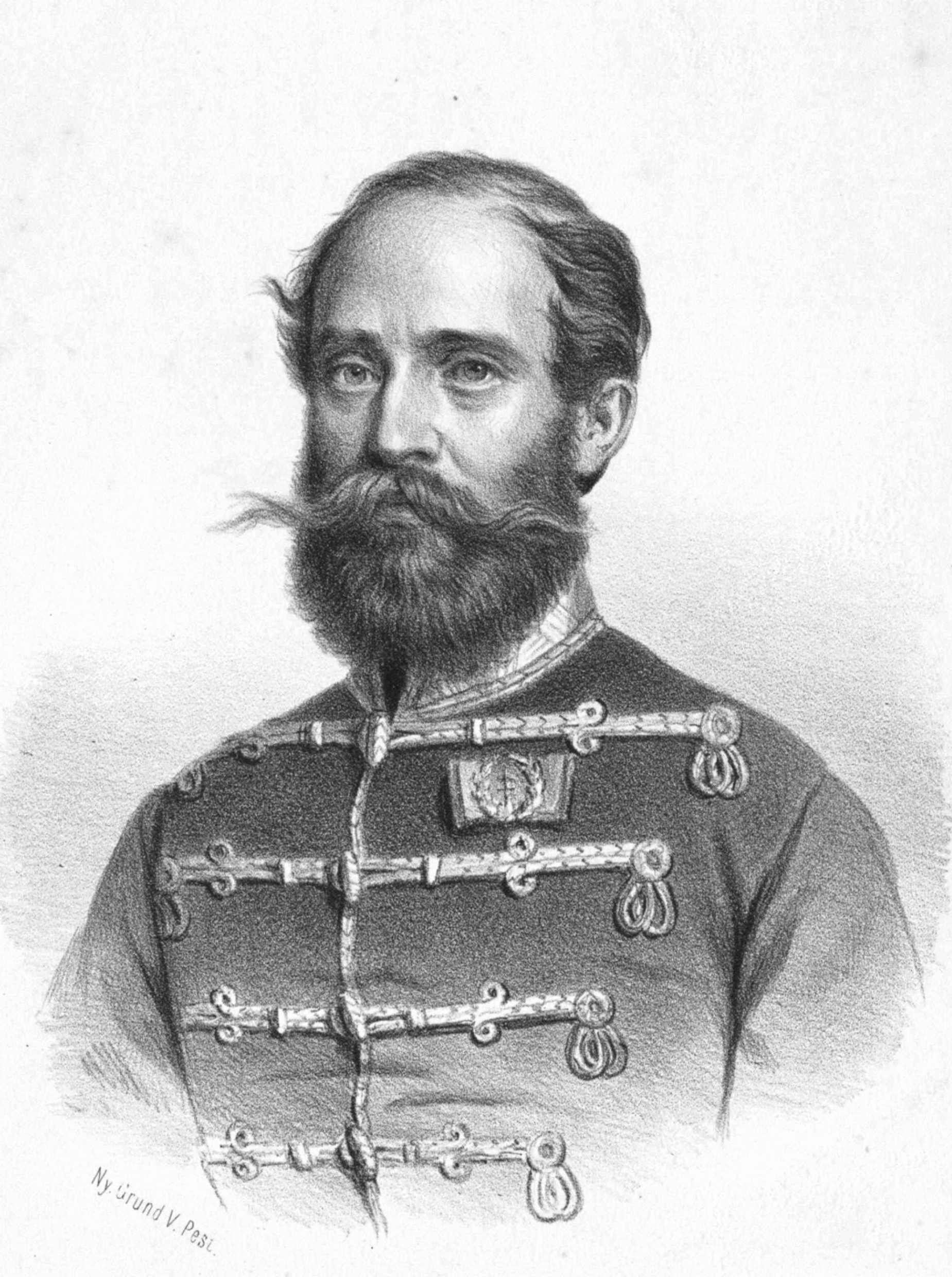
Dessewffy Arisztid tábornok
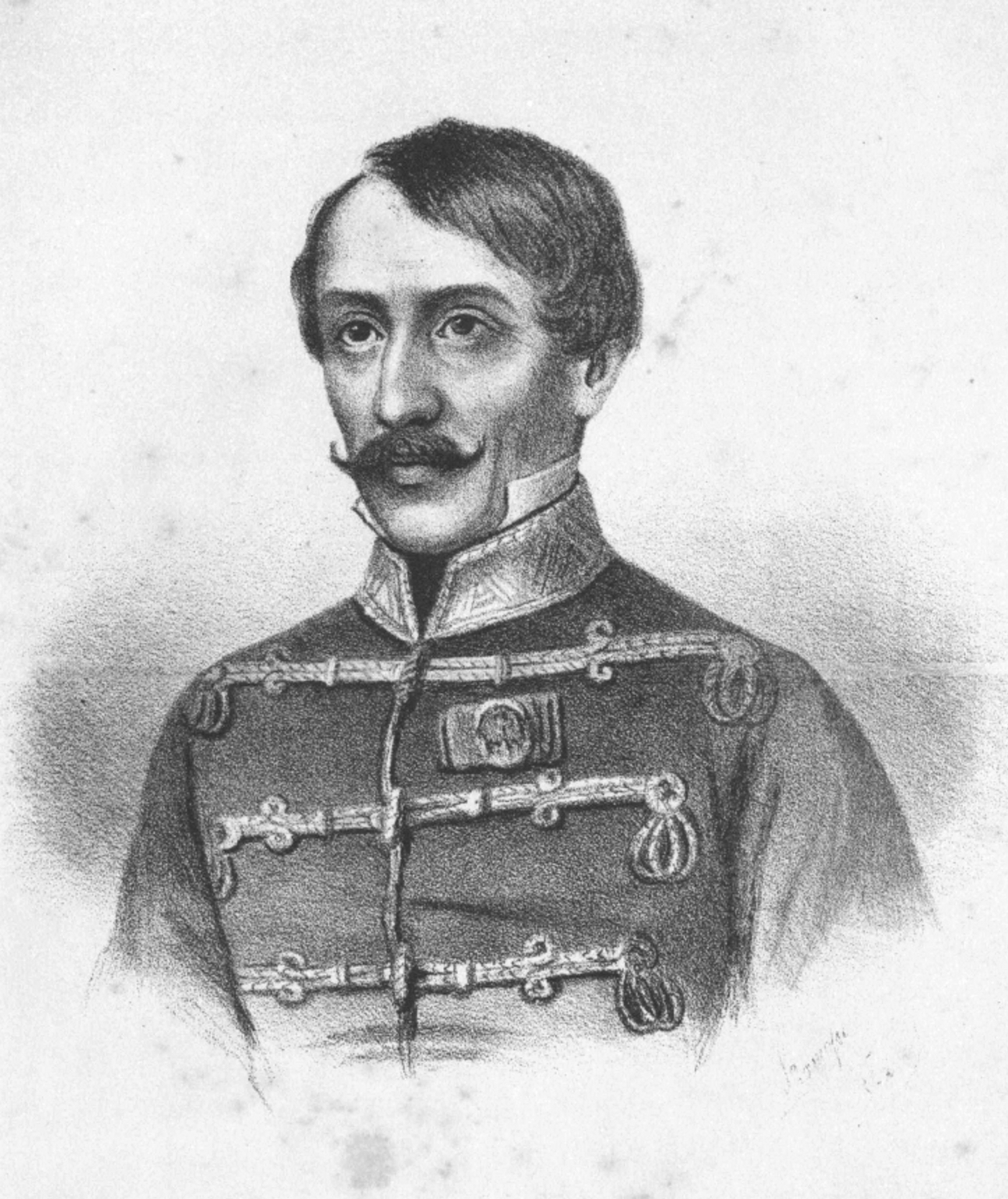
Kiss Ernő tábornok
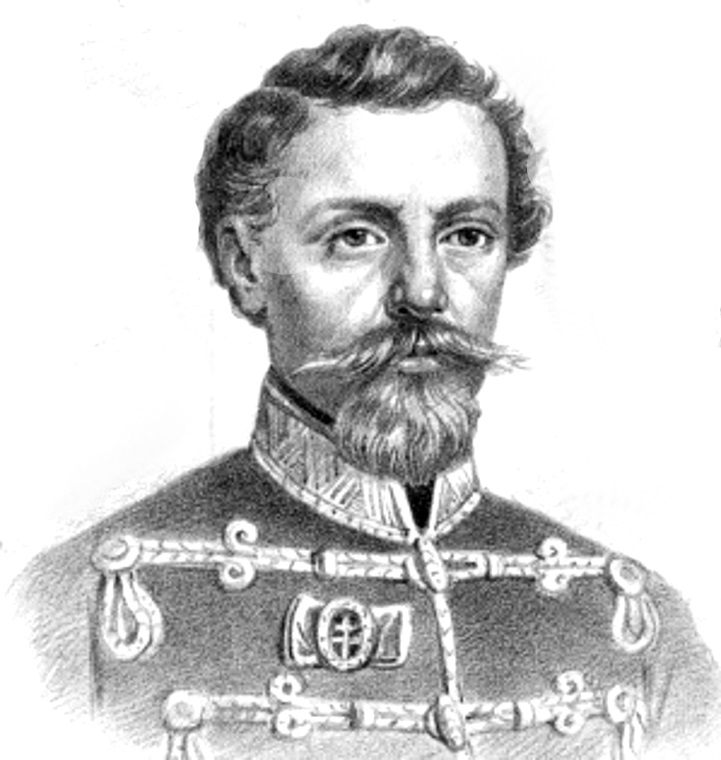
Schweidel József tábornok
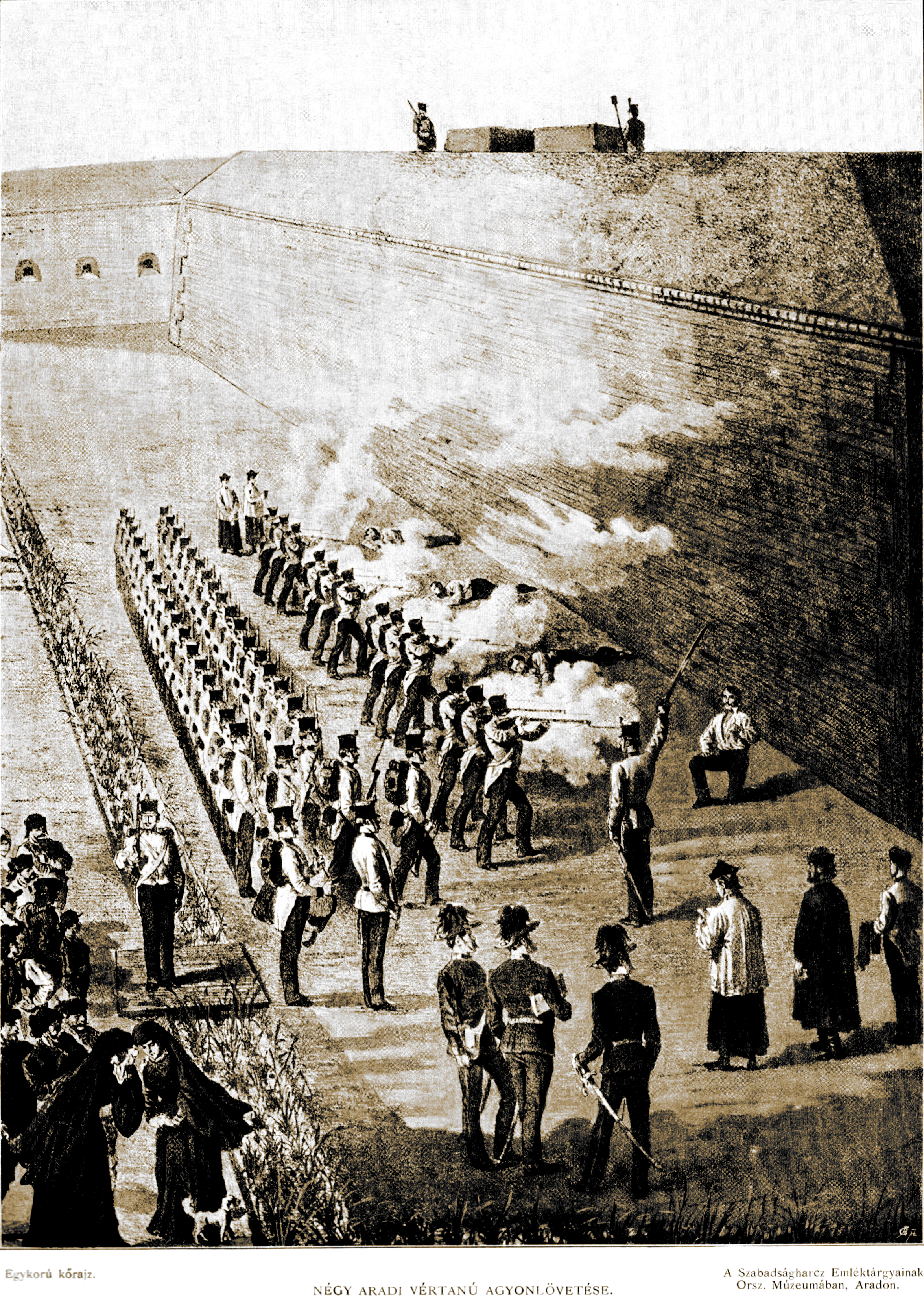
Négy aradi vértanú agyonlövetése

12 katona állt fel velük szemben töltött fegyverrel, parancsnokuk kardjával intett és a lövések eldördültek. Kiss Ernő kivételével mindhárman élettelenül buktak a földre. Kiss Ernőt csak a vállán érte a lövés, ezért három katona közvetlenül elé állt, és mindhárman újra tüzeltek.
- Lázár Vilmos 
ezredes
- Dessewffy Arisztid 
tábornok
- Kiss Ernő 
tábornok
- Schweidel József 
tábornok
- Négy aradi vértanú agyonlövetése

### Kötél általi halállal (reggel hat óra után)

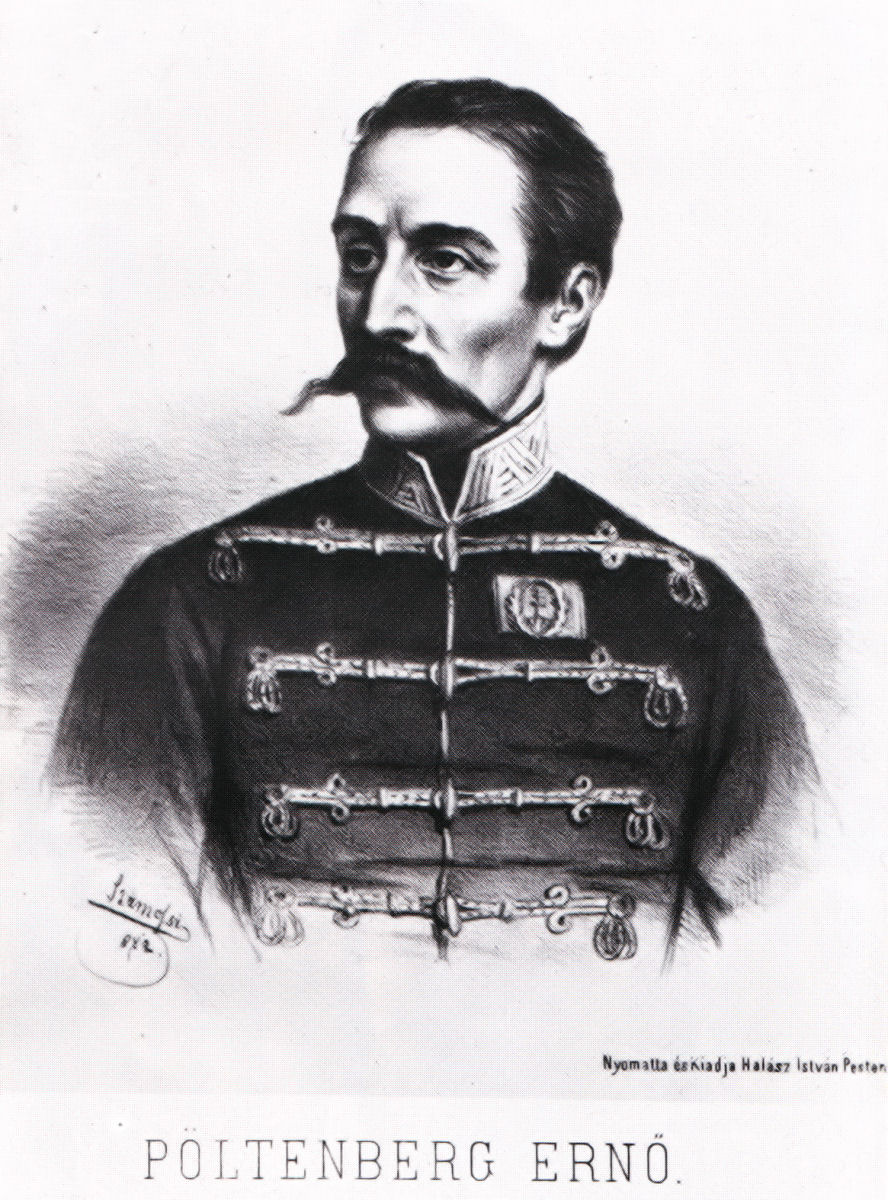
Lovag Poeltenberg Ernő tábornok
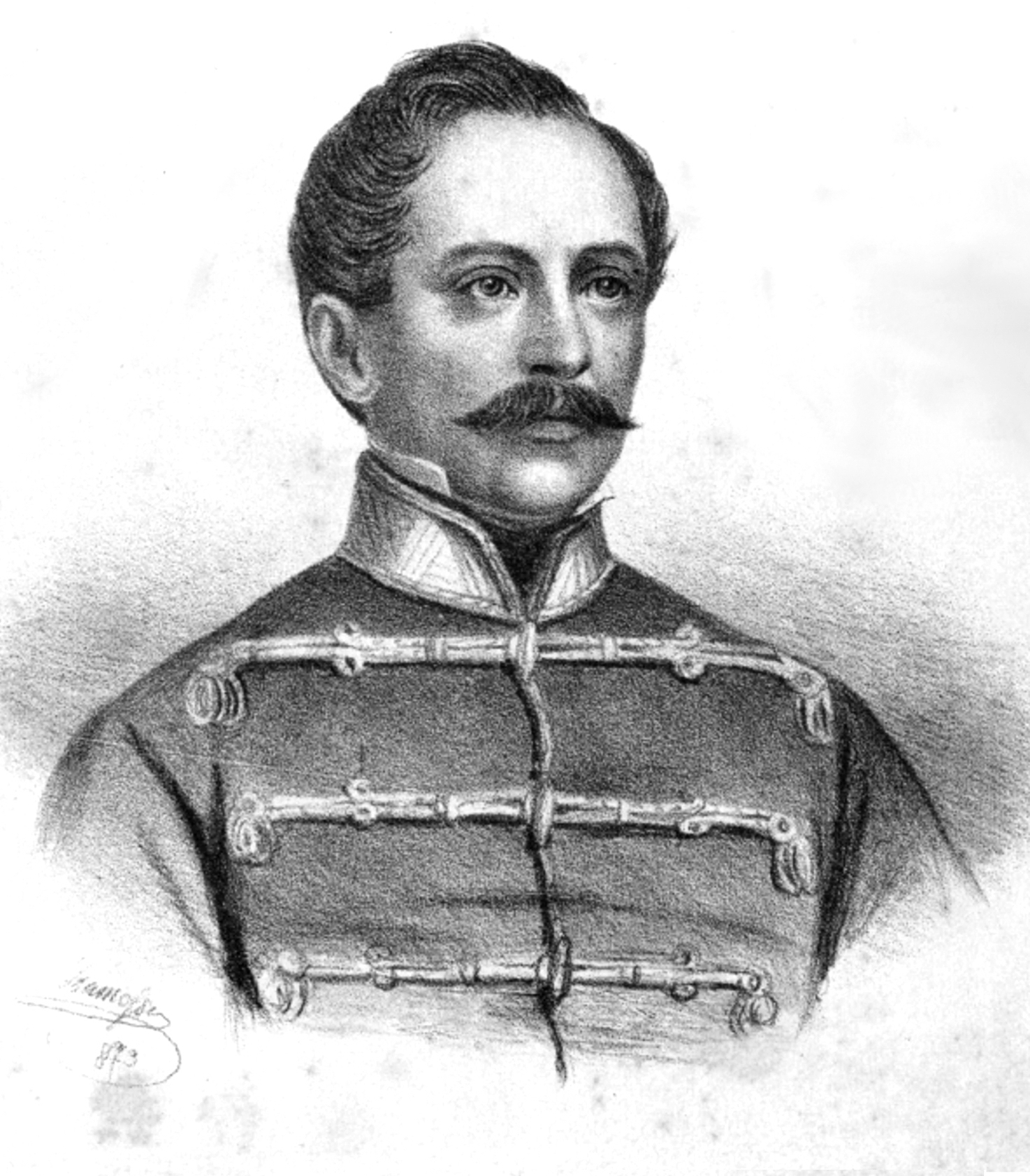
Török Ignác tábornok
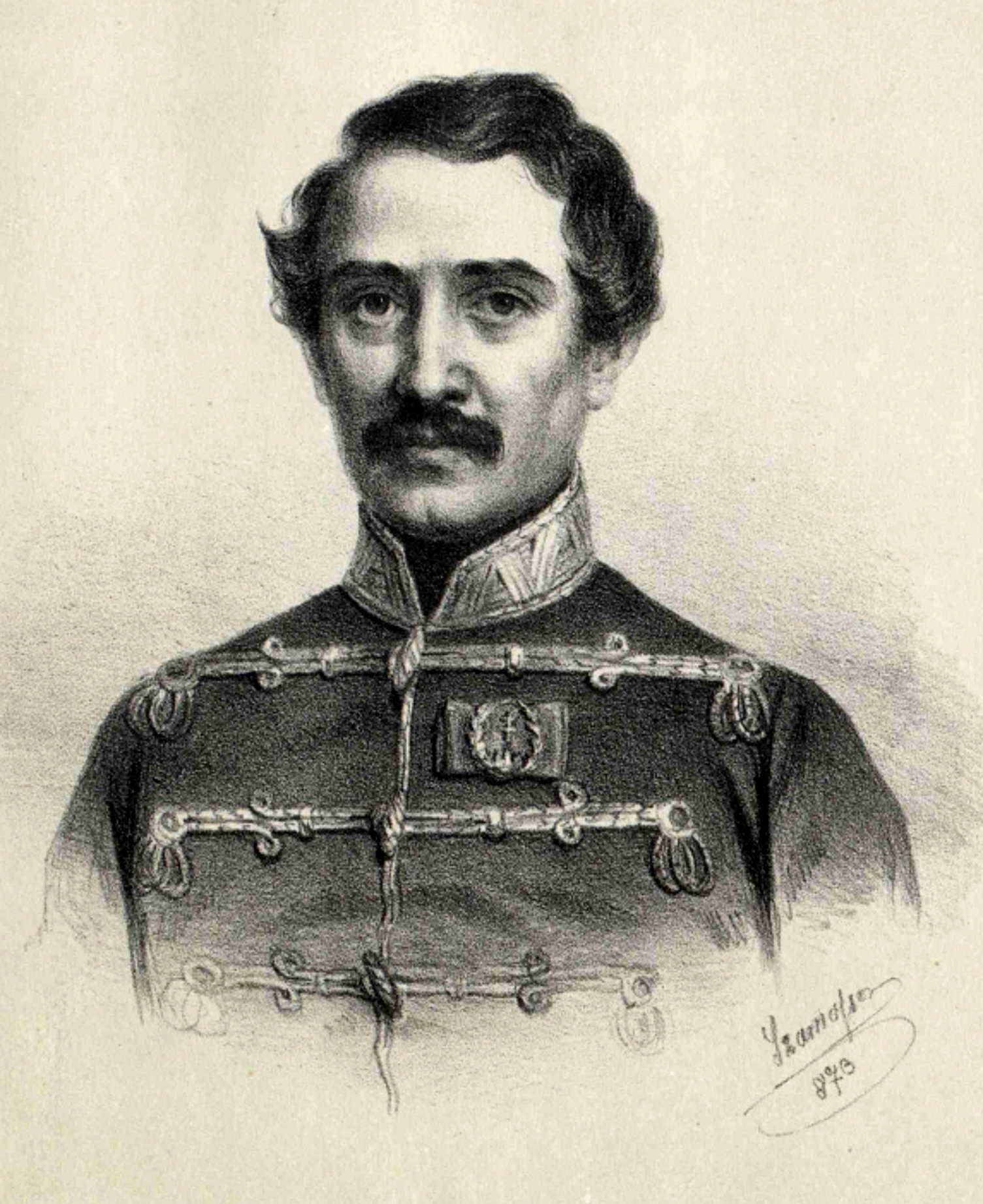
Lahner György tábornok
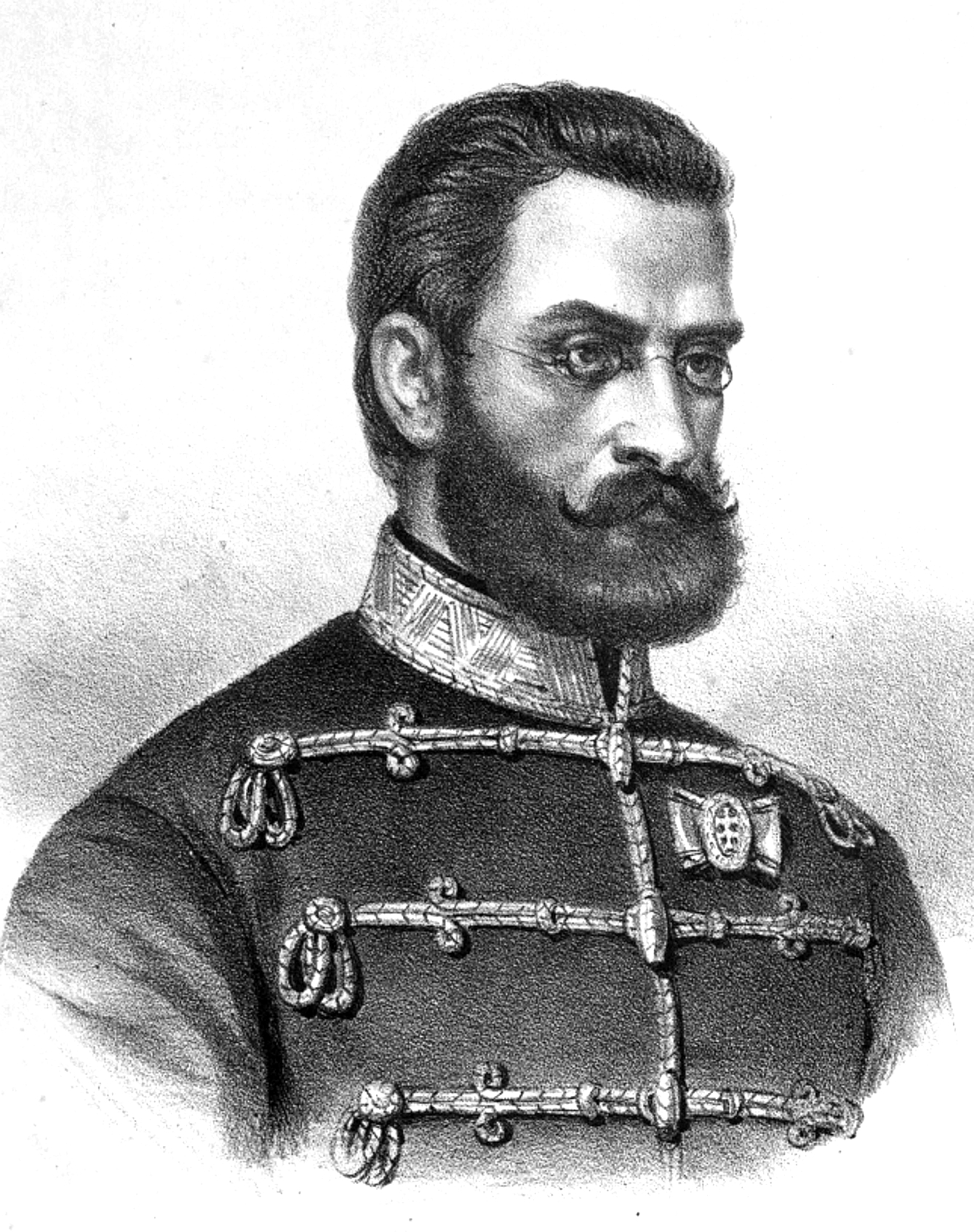
Knezić Károly tábornok
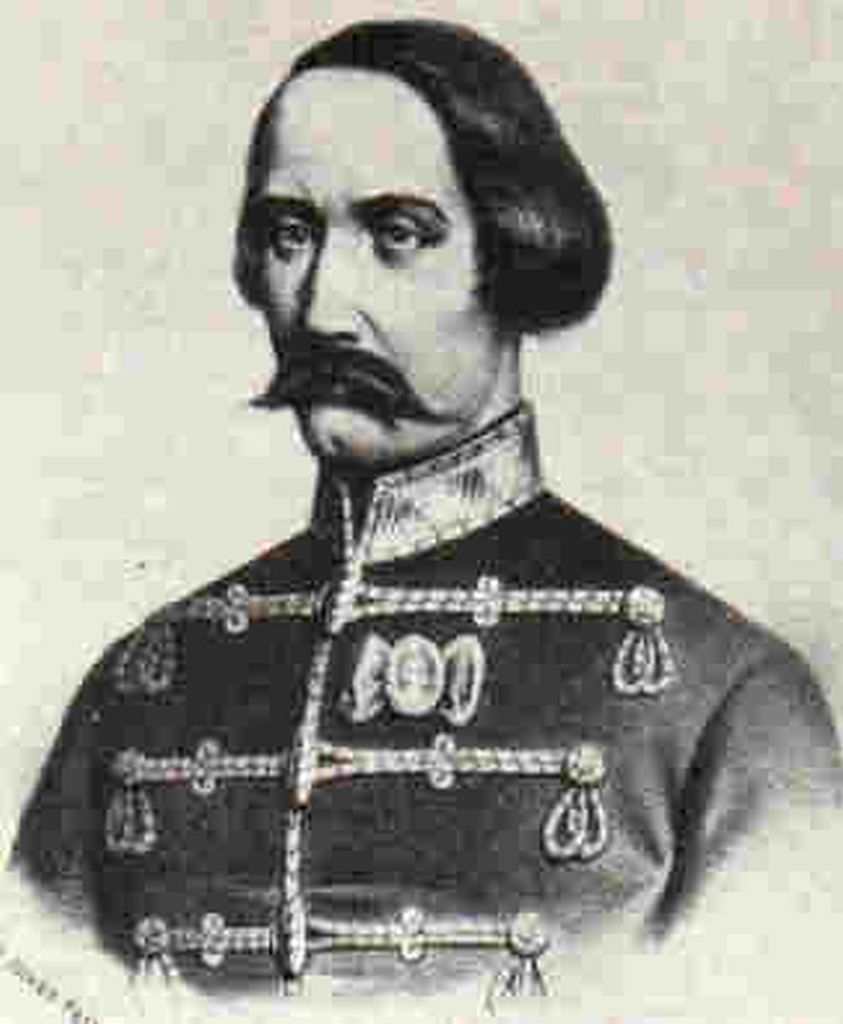
Nagysándor József tábornok

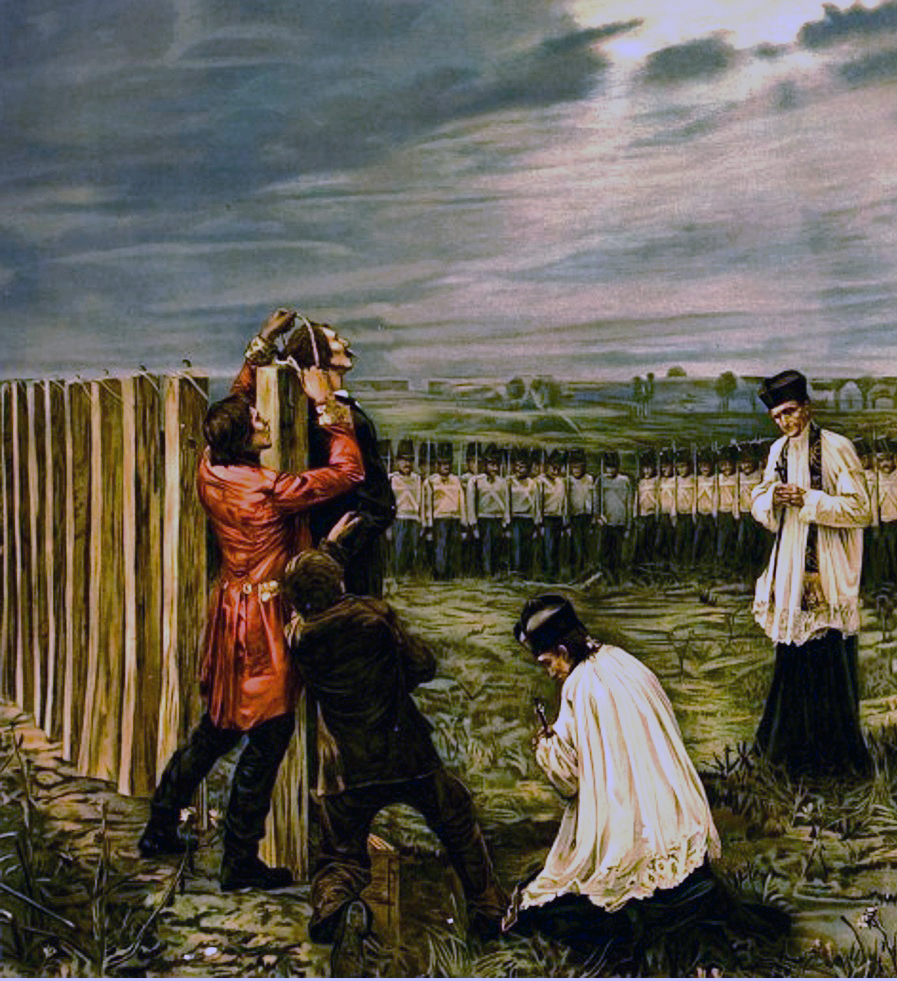
Thorma János: Aradi vértanúk című művének részlete, a hóhér cinóbervörös díszkabátban

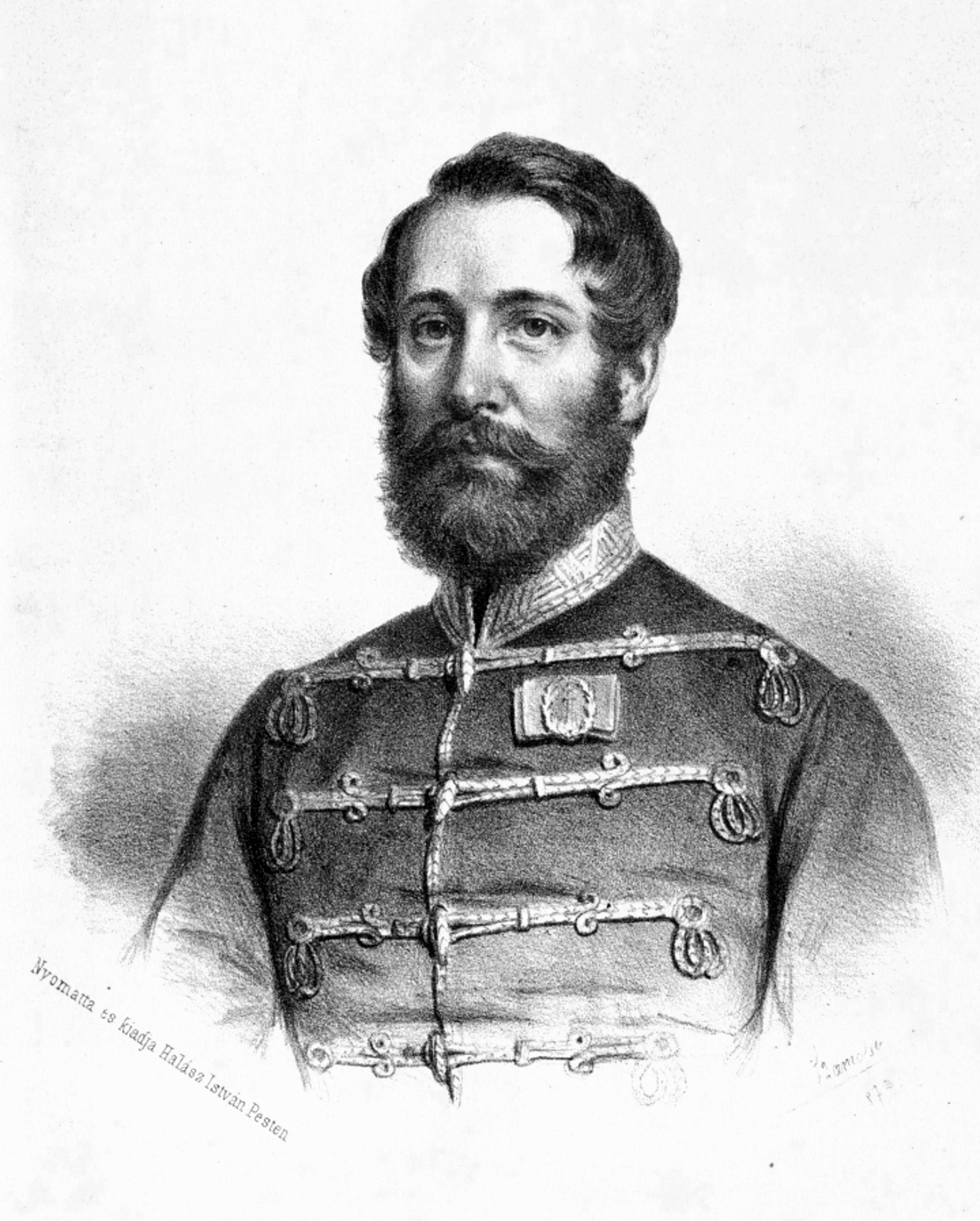
Gróf Leiningen-Westerburg Károly tábornok
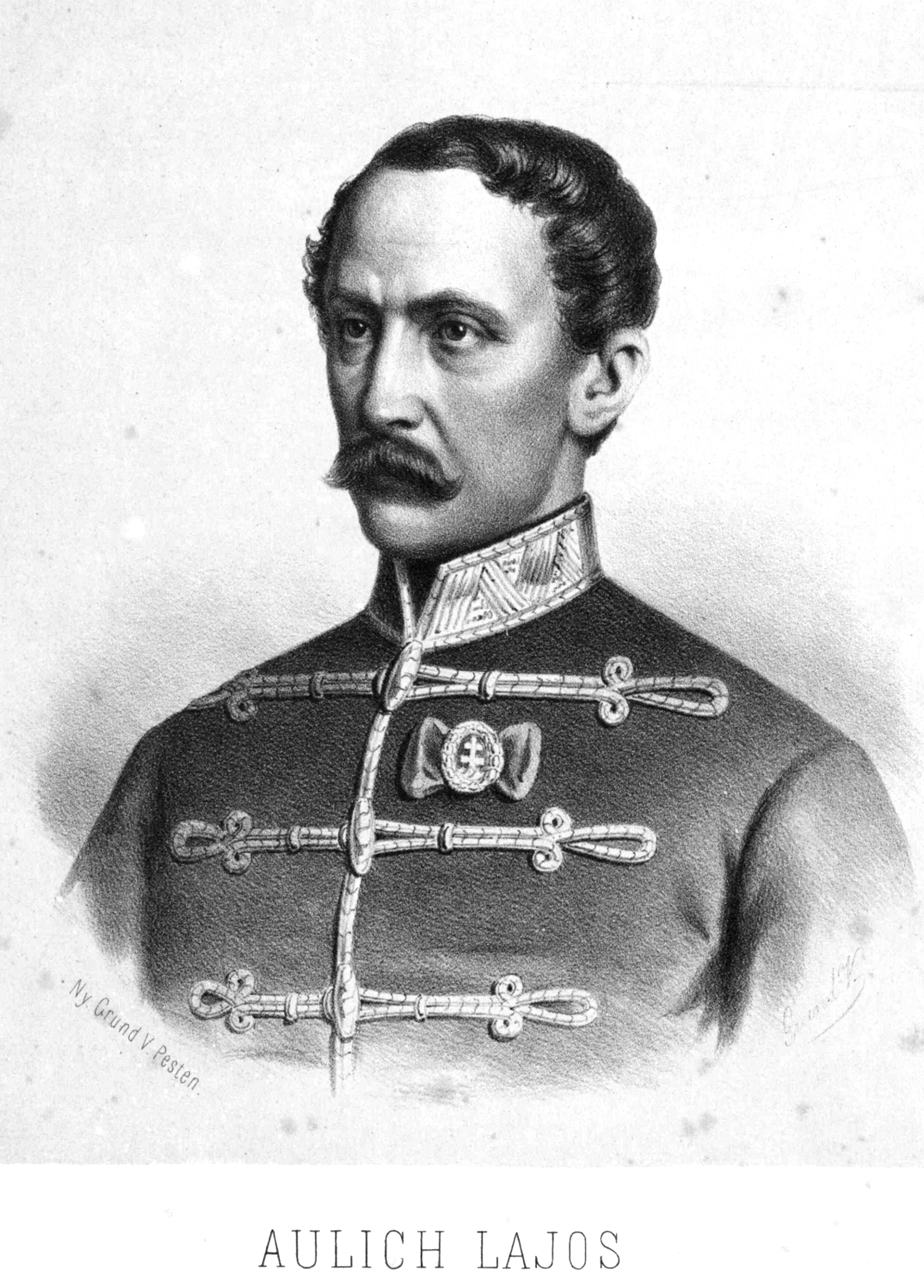
Aulich Lajos tábornok
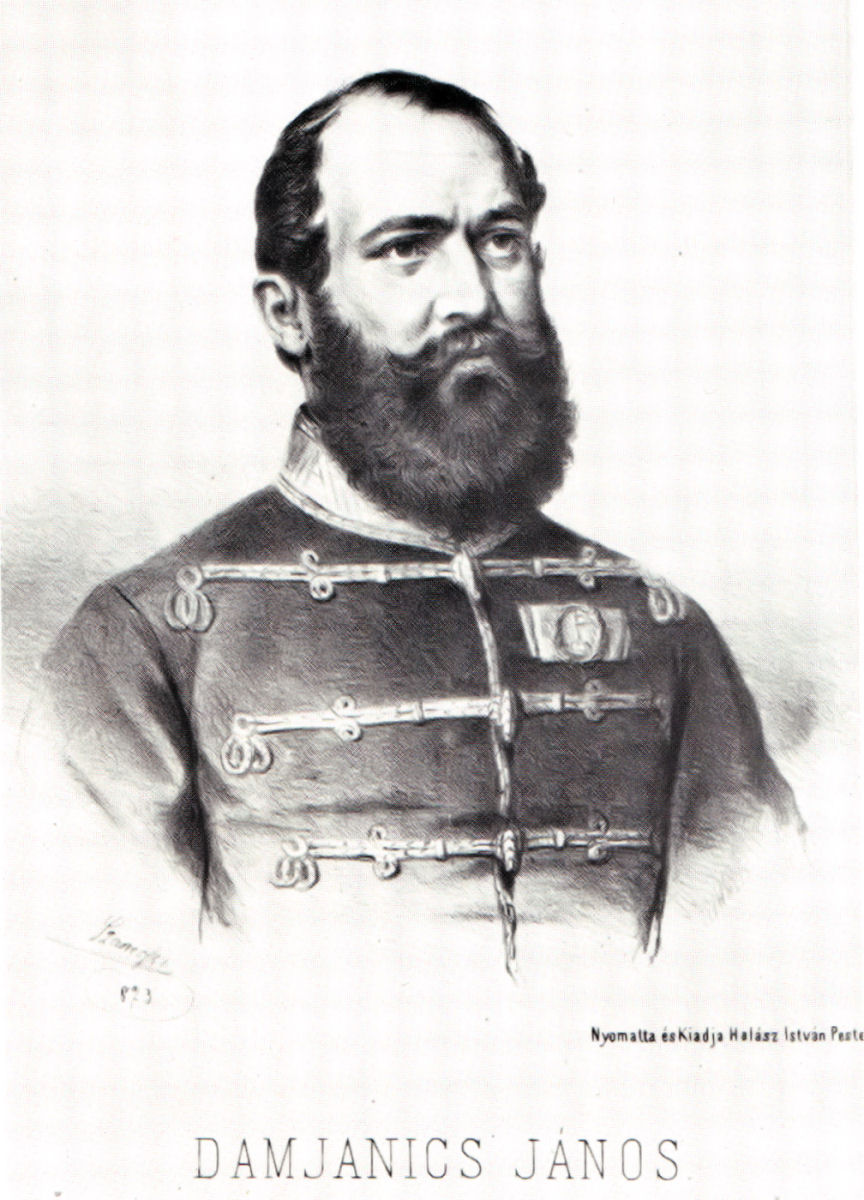
Damjanich János tábornok
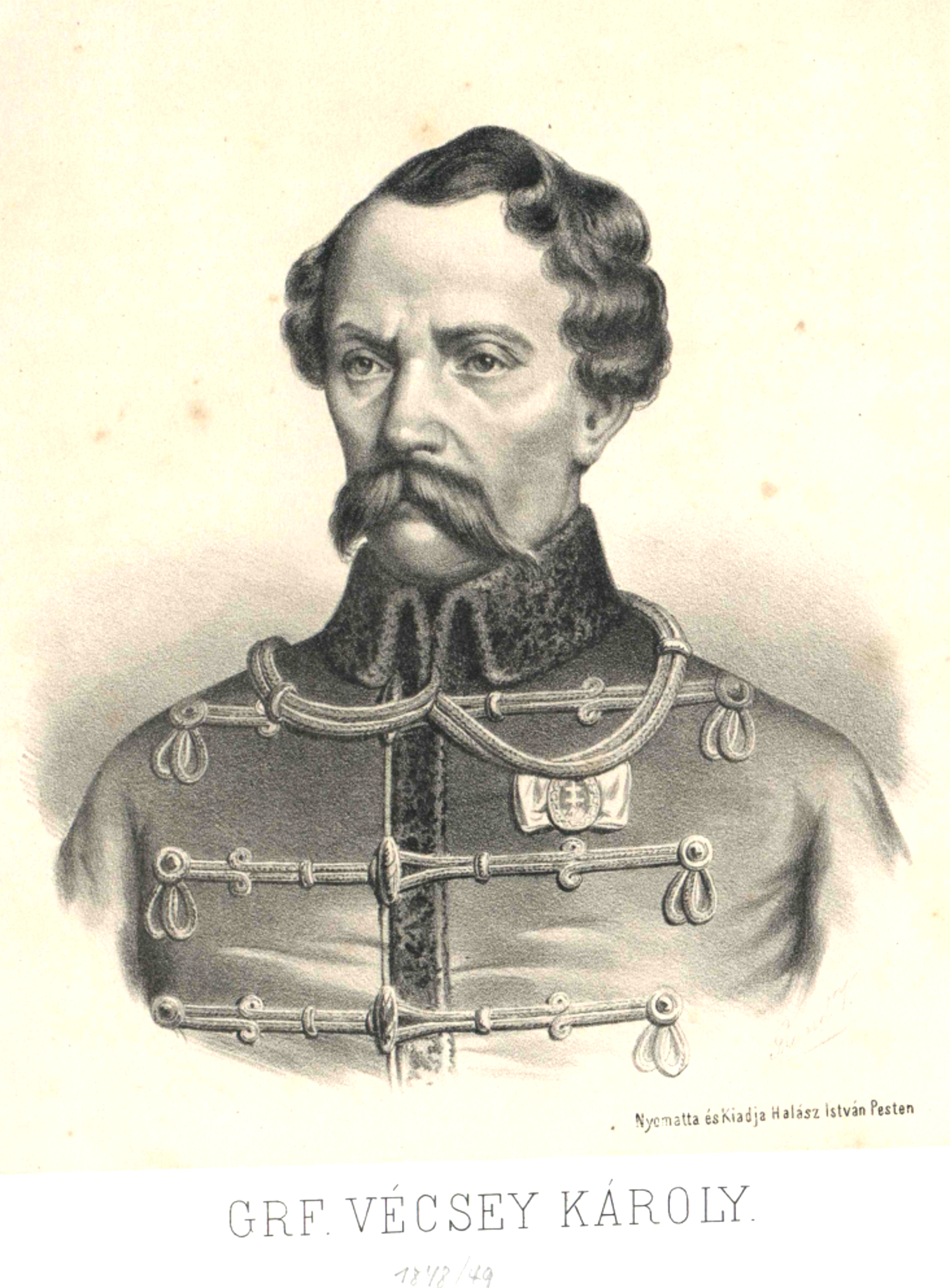
Gróf Vécsey Károly tábornok

Vécsey Károly büntetését azzal súlyosbították, hogy végig kellett néznie társai kivégzését, ezért őt akasztották fel utolsónak. A vértanú tábornokok sorban elbúcsúztak egymástól, Vécseynek már nem volt kitől búcsút vennie, a legenda szerint Damjanich holttestéhez lépett, és megcsókolta annak kezét, bár ezt korabeli források nem támasztják alá.
A kivégzést követően elrettentésül az elítéltek tetemét közszemlére tették ki. Október 6-án este az agyonlőtt tábornokokat a sáncárokban, a felakasztott vértanúkat pedig a vesztőhelyen földelték el. Mivel a kivégzettek ruhái a hóhért illették, ezért a felakasztottak testét levetkőztetve a bitófa tövébe helyezték, majd melléjük döntötték a bitófák oszlopait.
I. Miklós orosz cár a kegyelem irányában próbálta befolyásolni rokonát, a 18 éves Ferenc Józsefet, és diplomáciai úton neheztelését fejezte ki a kivégzések miatt: „a cárt érzékenyen érintette Medem gróf úr új híradása a Magyarországon történt számos katonai kivégzésről, és hogy személyes érzéseiben érzi sértve magát, mert a szigornak ezeket a megnyilatkozásait éppen azokkal az egyénekkel szemben gyakorolták, akiknek érdekében a császárnak, felséges urunknak kegyelmére apellált.”
- Lovag Poeltenberg Ernő 
tábornok
- Török Ignác
 tábornok
- Lahner György 
tábornok
- Knezić Károly 
tábornok
- Nagysándor József 
tábornok

- Gróf Leiningen-Westerburg Károly 
tábornok
- Aulich Lajos 
tábornok,
- Damjanich János 
tábornok
- Gróf Vécsey Károly 
tábornok

## Aradi vértanúk emlékműve és sírboltja
A kivégzés után még a bitófáról négy hős holttestét az őrök lefizetésével el tudták szállítani. A helyszínre 1849-ben keresztet állítottak, melyet 1871-ben emlékkőre cseréltek. 1881-ben obeliszket emeltek a kivégzés akkor ismert helyére. 1912-ben a várárokban két főtiszt földi maradványaira bukkantak, 1932-ben pedig a Maros áradása hozott felszínre több sírt. A vértanúk közül tizenegynek a földi maradványait (Kiss Ernő eleméri és Dessewffy Arisztid margonyai nyughelye kivételével) az Aradon, az aradi vértanúk emlékművében kialakított kriptában helyezték örök nyugalomra 1974. október 6-án.

## További aradi vértanúk
Haynaunak, a magyar honvédtisztek elleni bosszúhadjárata nem Aradon kezdődött. Augusztus 20-án Temesvárott lőtték főbe az Ottrubay család rokonát, lovag Hruby Gyula őrnagyot, Görgei Artúr volt segédtisztjét. 1849 augusztusa és 1850 februárja között Aradon még további három honvédtisztet végeztek ki: 1849. augusztus 22-én Ormai Norbert honvéd ezredest, a honvéd vadászezredek parancsnokát – őt szokás az első aradi vértanúnak is nevezni –, 1849. október 25-én Kazinczy Lajos honvéd ezredest, Kazinczy Ferenc fiát – őt szokás a tizenötödik aradi vértanúnak nevezni – és 1850. február 19-én Ludwig Hauk alezredest, Bem József tábornok hadsegédét. Lenkey János honvéd vezérőrnagy szintén az aradi várbörtönben halt meg; őt azért nem végezték ki, mert a börtönben megtébolyodott.

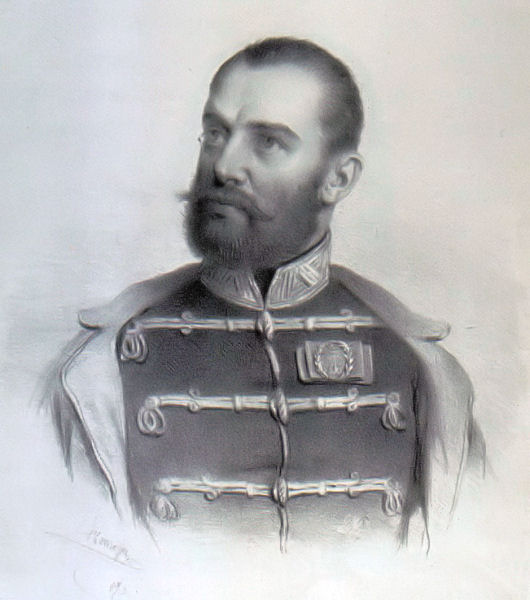
Ormai Norbert (Norbert Auffenberg) honvédezredes (Dobřany, 1813. aug. 22. – Arad, 1849. augusztus 22.)
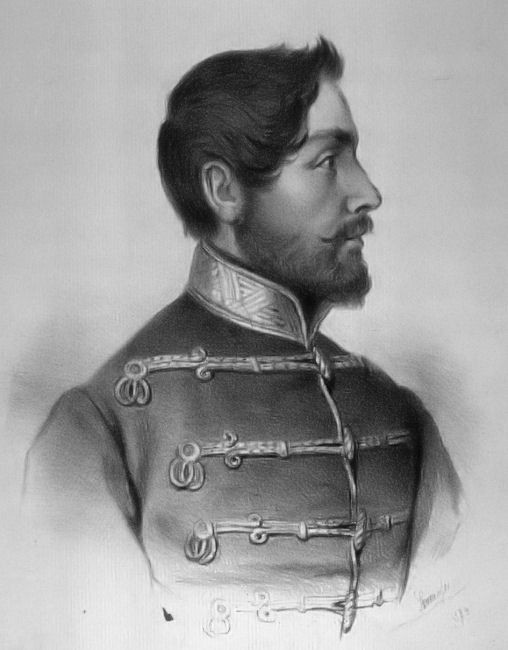
Kazinczy Lajos honvédezredes (Széphalom, 1820. okt. 20. – Arad, 1849. október 25.)
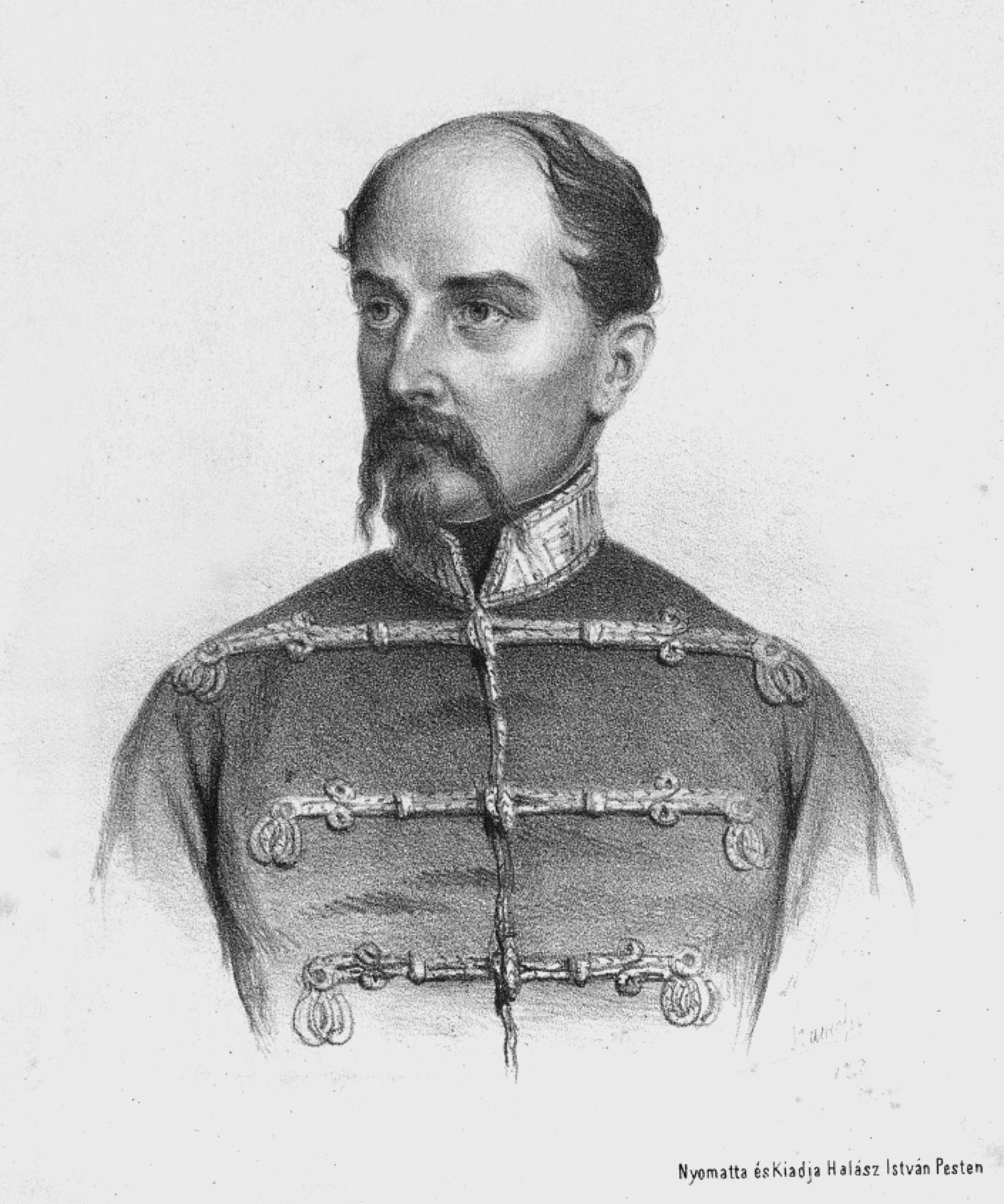
Lenkei és zádorfalvi Lenkey János honvédtábornok (Eger, 1807. szeptember 7. – Arad, 1850. február 9.)

## Emlékezetük

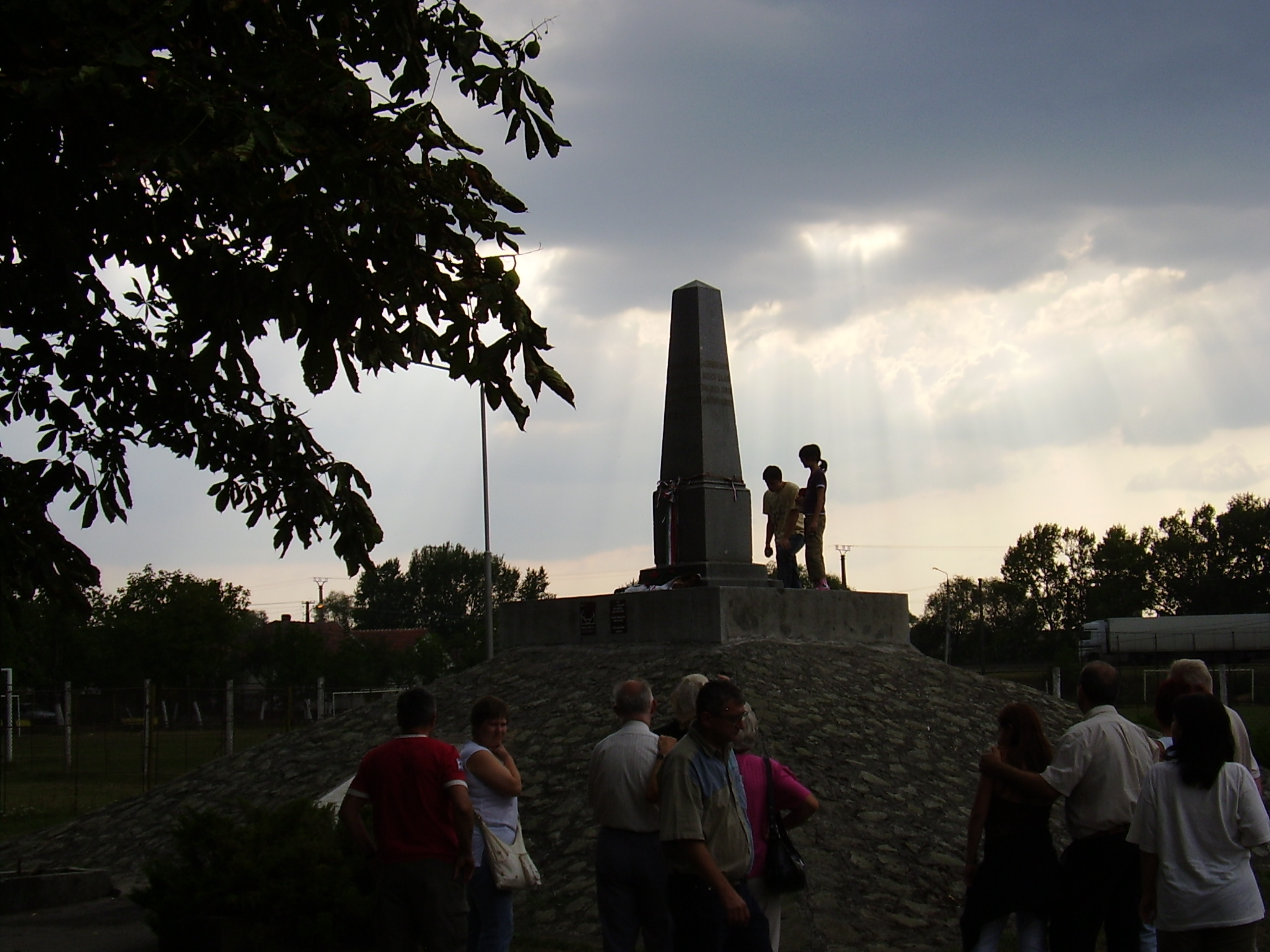
Emlékoszlop a kivégzések helyén, 1974 óta tizenegy aradi hős nyughelye Aradon

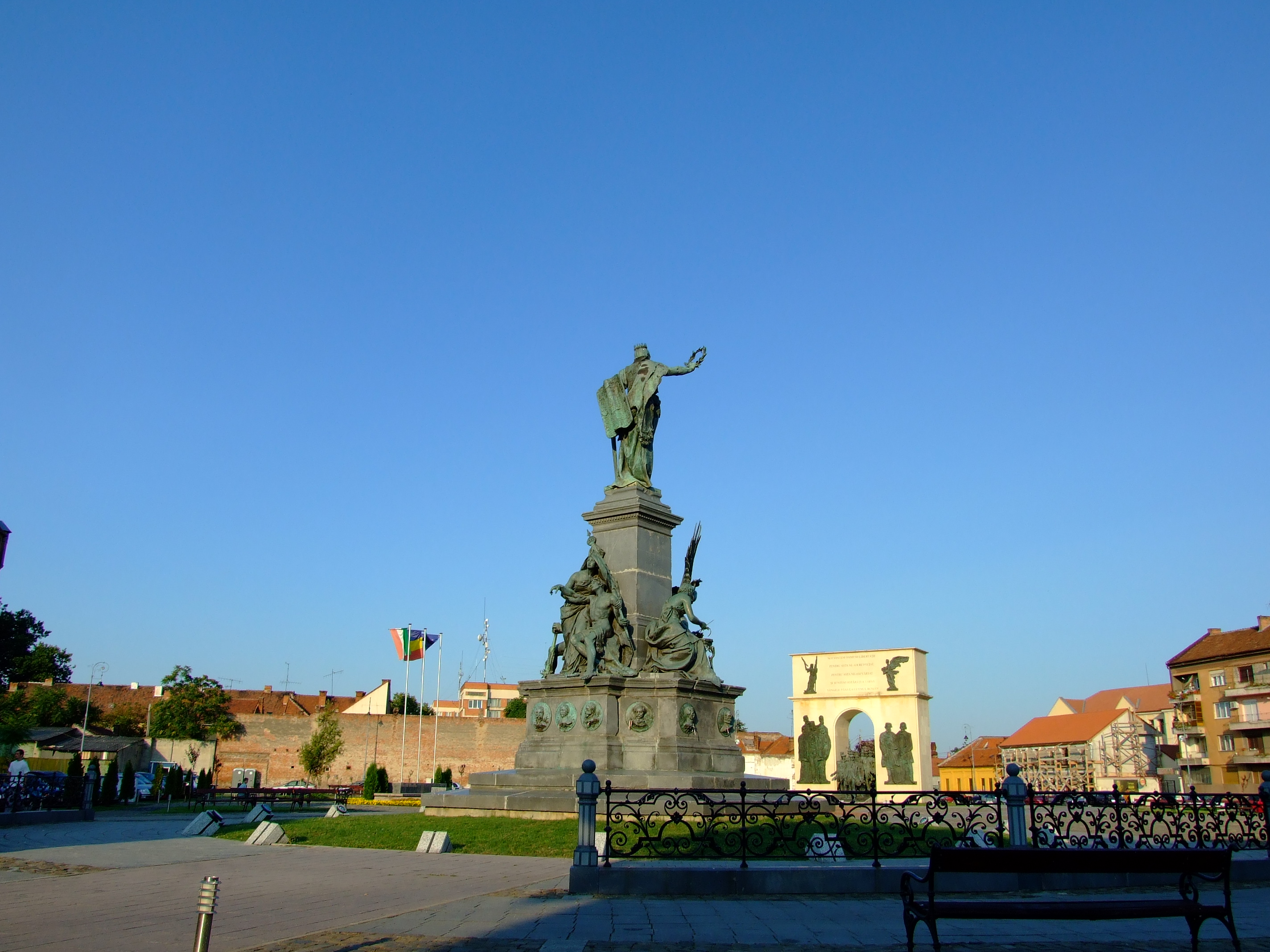
Az aradi vértanúk emlékműve Aradon
1925-ben a Ion I. C. Brătianu vezette kormány 1512/925 számú rendeletére eltávolították. A szobrot román és magyar hivatalos személyek jelenlétében 2004. április 25-én a román-magyar megbékélésnek szentelt emlékparkban újra felállították

Az aradi vértanúk kultusza már a kivégzés napján elkezdődött, hiszen – a szemtanúk elbeszélése alapján – már egy-két órával a kivégzéseket követően tömegekben zarándokoltak annak helyére a gyászolók. Mindenki sírt, imádkozott, és ezen a napon minden boltot, nyilvános helyiséget bezártak.
A vértanúk emlékének megörökítésére, köztéri szobor vagy emlékmű felállítására csak a kiegyezés után lehetett gondolni. Barabás Béla jogász, volt országgyűlési képviselő 1929-ben megjelent emlékirataiból ismert, hogy édesapja volt az első, aki egy kiszáradt eperfát és egy keresztet vitetett ki a kivégzés helyszínére. Az eperfa ágaira ragasztott cédulákra írták fel a tizenhárom vértanú nevét. 1871-ben a vértanúk emlékének ápolását felvállaló Aradi Honvédegylet egy emlékkővel helyettesítette a kiszáradt eperfát. A vesztőhelyen ma látható obeliszket 1881-ben állították fel.
Már a kivégzés napján kezdetét vette az áldozatok tárgyi hagyatékának gyűjtése is. Az egyre szélesebbre dagadó országos kegyelet hatására emlékeztető kiadványok születtek, amelyek terjesztésénél még az üzleti szempontok is megjelentek. Sokszorosított formában számtalan kő- és olajnyomat került a piacokra, vásárokra, amelyekből még ma is forgalomban van jó néhány. Thorma János „Az aradi vértanuk” című festményét a nép előbb ismerhette meg sokszorosított olajnyomatos formában, mint a műértő közönség eredetiben, hiszen politikai okokból először csak 1905-ben állították ki a művet. A nyomtatott emléklapok hatására a népművészetben is megjelentek a vértanúhalált halt tábornokok ábrázolásai. Ezek közül külön kiemelkednek azok a Veszprém megyében készült díszbotok, ahol a pásztorfaragások hagyományos technikájával, a kőnyomatos képek másolásával több változatban készítettek a dísz- és sétabotokat.
A nemzet az aradi hősök emlékezetét számos formában őrzi. Aradon már 1890-ben emlékművet avattak tiszteletükre. Budapesten a XXI. kerületben van Aradi vértanúk útja, az V. kerületben Október 6. utca, és több nagyvárosban valamennyi vértanúról utcát neveztek el.
Emlékművük áll például Pusztavacson, míg Kecskeméten, Szegeden és Tatabányán az Aradi vértanúk tere, Győrben és Pécsett az Aradi vértanúk útja őrzi emléküket. Kiskőrösön Petőfi Sándor szülőháza közelében található emlékművük: egy fal, rajta a vértanúk domborművével.
A szájhagyományban sok apró mozzanat maradt meg magukkal a kivégzésekkel kapcsolatban. 
- „Kiss Ernőt vállon találta a golyó, ezért térdre bukott, aztán egy katona odarohant, és egészen a fülébe dugva a puskát lőtte le”.
- „Damjanich Jánost lábtörése miatt parasztszekéren vitték a vesztőhelyre, a kocsin végig szivarozott”.

A szabadságharc népzenei emlékei közé tartozik az aradiak nótája népdal, amelynek legismertebb változata így kezdődik: „Jaj, de búsan süt az őszi nap sugára…”
1890. október 6-ától a pesti közönség a Vigadó első emeleti termében felállított Edison-féle fonográf hengerről hallhatta Kossuth Lajos megemlékező szónoklatát az aradi hősökről:
A világ birája, a történelem fog e kérdésre felelhetni. Legyenek a szentemlékű vértanúk megáldottak poraikban, szellemeikben a' hon szabadság Istenének legjobb áldásaival az örökké valóságon keresztűl; engem, ki nem borúlhatok le a magyar Golgotha porába, engem October 6ka térdeimre borúlva fog hontalanságom remete lakában látni a mint az engem kitagadott Haza felé nyujtva agg karjaimat a hála hő érzelmével áldom a vértanuk szent emlékét hűségükért a Haza iránt, 's a' magasztos példáért, melyet az utódoknak adtanak; 's buzgó imával kérem a magyarok Istenét hogy tegye diadalmassá a velőkig ható szózatot, mely Hungária ajkairol a magyar nemzethez zeng. Úgy legyen. Amen!
A kivégzést követően állítólag egy osztrák tiszt az alábbi mondatban foglalta össze az aradi vértanúk nevének kezdőbetűit: „Pannonia! Vergiss Deine Todten Nicht, Als Kläger Leben Sie!” (Magyarország! Ne feledd halottaidat, mint vádlók élnek ők!). A mondat rövidítését – P.V.D.T.N.A.K.L.S. – karkötőre vésve viselték, tiltakozva a bécsi elnyomás ellen. Azért csak kilenc betűből áll, mert többüknek azonos betűvel kezdődött a neve. A vértanúk nevinek megőrzésére, illetve a rövidítés megfejtéseként magyar mondat is született: „Pokol Vigye Dinasztia Tetteit, Nemzetünk Atka Kísérje Léptöket Sírjukig."

### Emlékhelyek, emlékművek
Az aradi vértanúk emlékezetéhez hozzátartoznak a tiszteletükre készített emlékhelyek, emlékművek, melyek a korabeli Magyarország területén helyezkednek el. A legismertebb a Huszár Adolf, illetve Zala György által készített és Aradon felállított Szabadság-szobor, amelyet 1925-ben lebontottak, majd a román-magyar megbékélés részeként 2004-ben visszaállították. Aradon, a kivégzés pontos helyén emlékoszlop áll.
A mai Magyarország területén több fontos emlékhely található. Az egyik Kiskőrösön a Vértanúk fala-emlékmű, amely a helyi Petőfi Múzeum kertjében lévő szoborparkban áll, ahol elhelyezték a 13 aradi vértanú és Batthyány Lajos vértanú miniszterelnök domborművét. A bronzportrékat Tóth Baranyi Lajos készítette. Budapesten és több nagyobb városban utcát neveztek az aradi vértanúk tiszteletére.
A Vas vármegyei Rátót községben található az Aradi park elnevezésű történelmi emlékhely.
|  |  |